# 广胜下寺壁画
广胜下寺壁画有四铺藏于美国。前殿两铺为明代壁画，后殿两铺为元代作品。壁画原来的位置在中國山西省洪洞县广胜下寺前殿、后殿的东、西山墙。据考证，前殿、后殿壁画的内容都是药师佛佛会图、炽盛光佛佛会图各一。1928年，为筹资修缮寺庙建筑，僧人、乡绅以1,600银洋的价格出售壁画。前殿的两铺壁画后来转卖给宾夕法尼亚大学考古学及古人类学博物馆，后殿炽盛光佛佛会图被納爾遜-阿特金斯藝術博物館收藏，后殿药师佛佛会图入藏大都会博物馆。据考证，前殿药师佛佛会图部分残片现藏法国吉美博物馆。广胜下寺后殿东山墙左上角还有一小部分壁画未被揭走，修缮时工作人员发现后殿北壁也残留有元代壁画。
炽盛光佛主司消除或减少来自星宿的灾害，而药师佛主管救济人间疾苦。通常二者在寺庙中并不搭配。元大德七年大地震破坏严重，其后余震持续近六年，加上接连发生旱灾，民众生活极为艰难；广胜下寺在地震中被毁，重建时壁画以炽盛光佛、药师佛为题材，孟嗣徽推测这恰好符合了当时官民对于消灾避祸的祈望。:132-133

## 历史
据载，广胜寺原名阿育王塔院，又名俱卢舍寺，始建于东汉建和元年，唐代改名广胜寺。唐大历四年、金末元初，广胜寺两次重修。元大德七年地震中，广胜寺被毁。地震之后，广胜寺得到重修。广胜寺分有上、下二寺。:80-81根据屋脊椽枋上的墨书题记，下寺后殿重建于元至大二年，前殿重建于明成化十一年。学者推测壁画创作的时间与墨书时间相同或稍晚。:85
中华民国年间，广胜下寺年久失修，颓败不堪。根据1929年《重修广胜下寺佛庙记》，1928年远道而来的客人登门求购广胜下寺壁画，僧人贞达与乡绅商议后认为这是募款修庙难得的机会；经过谈判，广胜下寺以1600银洋的价格卖掉壁画，寺庙随后得到重修。
广胜下寺壁画此后的流散较为复杂，最终分散在多家博物馆。学者孟嗣徽研究指出，壁画流散与卢芹斋有关。卢芹斋连续两年与宾夕法尼亚大学博物馆馆长等人频繁通信，一点点将广胜下寺前殿明代壁画卖出。至迟1929年，前殿的明代壁画入藏宾夕法尼亚大学博物馆。1932年，后殿元代壁画《炽盛光佛经变》入藏納爾遜-阿特金斯藝術博物館。1954年，美国收藏家阿瑟·姆·赛克勒从卢芹斋在纽约的助手卡罗手里买下了后殿《药师经变》，后来在1964年以他父母的名义将其捐献给大都会博物馆。1965年，大都会博物馆将这一铺壁画与一些中国造像陈列在新落成的赛克勒厅。此外，宾夕法尼亚大学博物馆所藏药师经变图右侧缺少四位神将，这一部分壁画的三块残片藏于法国吉美博物馆。后殿东山墙左上角还有一小部分壁画未被揭走。
卢芹斋出售壁画时，为掩人耳目，谎称这些壁画出自月山寺。1934年，納爾遜-阿特金斯藝術博物館馆员史克门来到广胜下寺考查，听说此地壁画已卖往美国，怀疑納爾遜-阿特金斯藝術博物館馆藏壁画出自此地。1938年，怀履光的两名山西学生赴晋南考查时，将納爾遜-阿特金斯藝術博物館和宾夕法尼亚大学博物馆馆藏壁画的照片与住持核对，确认两家博物馆的壁画来自此地。1965年，大都会博物馆远东艺术部研究员利珀根据广胜下寺建筑尺寸确认大都会博物馆和納爾遜-阿特金斯藝術博物館收藏的壁画来自后殿。1997年翻修后殿时，工作人员发现后殿北壁也有元代壁画，但已剥蚀不清。:84-86

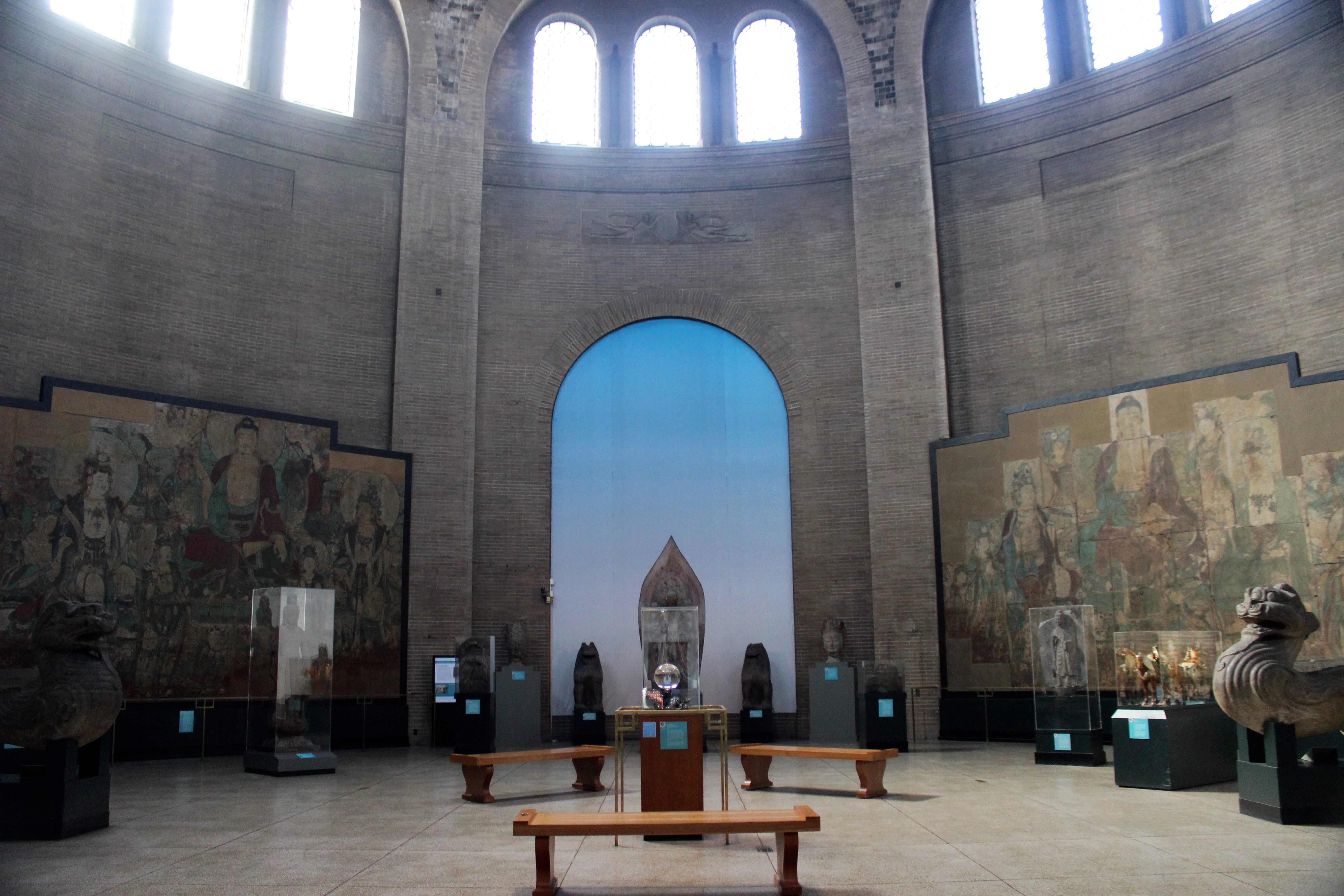
宾夕法尼亚大学考古学及古人类学博物馆中国圆厅内的广胜下寺前殿明代壁画

## 画面

### 炽盛光佛佛会图（元代，后殿东壁）
广胜下寺后殿东壁残存壁画中的旌幡恰好可与納爾遜-阿特金斯藝術博物館收藏的这铺壁画拼合，学者据此认为此铺壁画位于后殿东壁。这幅炽盛光佛佛会图采用佛三尊构图。此壁画主尊结跏趺坐在仰莲须弥座上，左手托金轮，右手结说法印。左边的大胁侍菩萨头饰上的红色圆环内画有赤乌，右边的大胁侍菩萨头饰中有类似月轮的白色圆环，学者据此认出两位分别是日光遍照菩萨和月光遍照菩萨。由于日光遍照、月光遍照菩萨是药师佛的两大胁侍菩萨，史克门因此将主尊识别为药师佛，将此画称作《药师净土变相》。1965年，利珀认出壁画中出现的随从是星神，所以此画主尊实际上是炽盛光佛，他将此画称作《炽盛光佛佛会图》。1998年至2002年，孟嗣徽逐一识别出了画中出现的所有星神。佛三尊的前后各有四位胁侍菩萨，后排的胁侍菩萨举着旌幡，前排的胁侍菩萨手托供品。胁侍菩萨以外为十一曜星神和侍从。日星神和月星神分居左、右，为帝后装扮，地位较高，头饰中有日、月的象征，身侧各有一名侍女。左侧后排两位绿脸、握刀剑、颈上缠蛇、毛发直竖的是罗睺和计都。前排手拿笏板、文官模样的是紫炁，头发披散、手握宝剑的是月孛。右侧头戴鸡冠、手抱琵琶的女子形象是金星，头戴猪冠、手捧果盘的文臣形象是木星，戴猴冠、拿纸笔的女子是水星，戴牛冠、捧印盒的老人是土星，戴马冠、执宝剑、上身赤裸的武士是火星。画面下方是供养人、供养童子以及圆光中的盆花。納爾遜-阿特金斯藝術博物館收藏的炽盛光佛佛会图是已知尺寸最大、人数最多、场面最恢宏的炽盛光佛壁画。:88-94

### 药师佛佛会图（元代，后殿西壁）
大都会博物馆藏广胜下寺后殿西壁药师佛佛会图同样采用佛三尊构图。此图曾被利珀认作《释迦牟尼佛佛会图》。利珀认为画面最上部的六尊小佛是先于释迦牟尼出世的过去六佛；大胁侍菩萨的头饰一个画有小佛、一个有五个圆环，说明两位分别是释迦牟尼的两大护持菩萨文殊和普贤，他因此将主尊认作释迦牟尼。后来，景安贤指出主尊身后两位菩萨分别手持日轮、月轮，证明他们分别是药师佛的两大胁侍菩萨日光遍照和月光遍照菩萨；主尊身前手拿锡杖、药钵是辅助药师佛行医的药王菩萨和药上菩萨；最上部的六尊小佛是药师七佛中的其余六位；两大胁侍菩萨两边绘有代表药师佛十二大誓愿的十二神将。尽管两大胁侍菩萨并非药师菩萨的胁侍日光遍照和月光遍照菩萨，但景安贤还是确定此画的主尊是药师佛。此壁画的下方同样画有供养人、供养童子以及圆光中的花和供品。:95-103

### 炽盛光佛佛会图（明代，前殿）
1965年，利珀指出宾夕法尼亚大学考古学及古人类学博物馆收藏的这铺壁画是《炽盛光佛佛会图》。他给出的理由之一是，右侧的大胁侍菩萨手拿着一本《佛说消灾经》，即全名为《佛说炽盛光大威德消灾吉祥陀罗尼经》的炽盛光佛信仰经典。另一个理由是主尊手拿金轮、随从为“九曜星神”。此画构图为佛三尊，主尊炽盛光佛结跏趺坐在仰莲须弥座上，左手托金轮。两位大胁侍菩萨半跏坐，身份尚存争议。一种说法根据右侧菩萨头冠上的小化佛认为其是观音菩萨，左侧的是弥勒菩萨。另一种说法认为左为普贤、右为文殊。还有人认为左为文殊、右为观音。两大胁侍菩萨的左右分别为日星神、月星神，两位星神身后各有一位侍女，月星神的侍女手捧玉兔。主尊身后左右两边分别是水星神和金星神。日星神左侧为木星神，身后为罗睺、计都。几位星神的图像特征与后殿《炽盛光佛佛会图》相似。孟嗣徽认为，此图本应有十一曜星神，缺失的土星、火星、紫炁、月孛应该位于月星右侧、大体与木星、罗睺、计都对称；月星神侍者背后的宝剑很可能是火星神的。此外，孟嗣徽还指出宾夕法尼亚大学博物馆拼接此图时将月星神拼错了位置，正确的位置应该更往外侧、下侧一些。画面下部虽然没有圆光里的花和供品，但是也出现了持供品的供养人、供养童子。:103-108

### 药师佛佛会图（明代，前殿）
此图亦采用佛三尊构图，主尊为药师佛，两大胁侍菩萨为日光遍照和月光遍照菩萨。主尊右侧有六位神将，左侧只有两位。孟嗣徽指出，吉美博物馆所藏来自卢芹斋卢吴古玩公司画廊的三块壁画残片可与此画拼接，拼接后左侧同样是六位神将，与右边加起来恰好是药师佛十二神将。此铺壁画下侧与前殿《炽盛光佛佛会图》类似，绘供养人、供养童子。:108-112

## 備註
1. ↑  有说法称壁画是美国人史克门登门买下、运至美国的[3]。也有学者认为登门收购的是美国人华尔纳、普艾伦和史克门。[2]很多资料根据1960年《考古》杂志的文章《揭露美帝一贯掠夺我国文物的无耻罪行》，认为广胜下寺壁画被卖给了納爾遜-阿特金斯藝術博物館。实际上广胜下寺壁画分散多处。